# Футю (Хіросіма, Бінґо)

34°34′6″ пн. ш. 133°14′11″ сх. д. / 34.56833° пн. ш. 133.23639° сх. д.
Футю́ (яп. 府中市, ふちゅうし, МФА: [ɸut͡ɕuː ɕi̥]) — місто в Японії, в префектурі Хіросіма.

## Короткі відомості

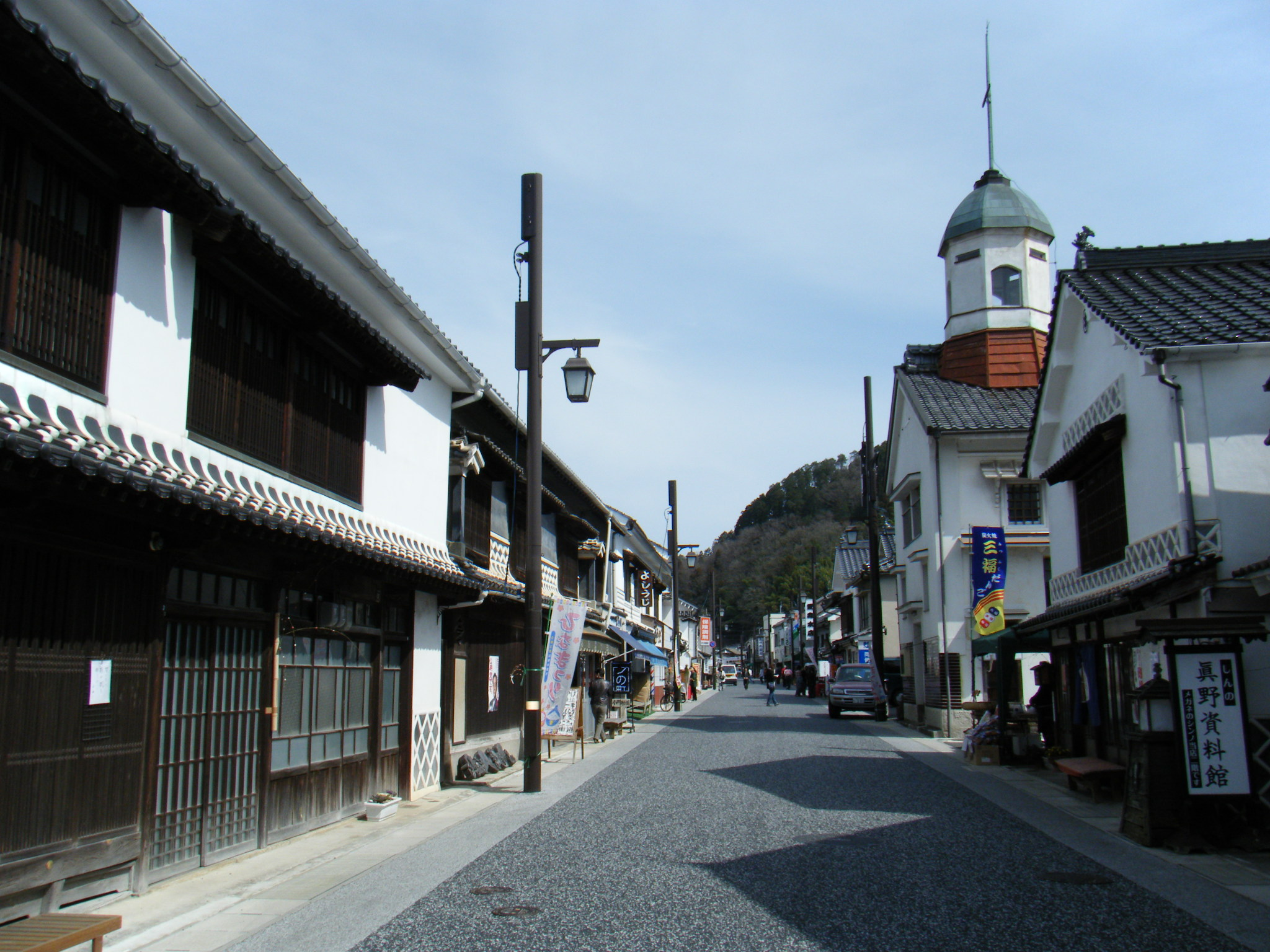
Стара вулиця колишнього містечка Дзьоґе.

Футю розташоване в південно-східній частині префектури Хіросіма. Місто утворене 31 березня 1954 року шляхом об'єднання містечка Футю з 5 селами: Хіротані, Івакуні, Кокуфу, Курібу та Сімо-Кавабе. 1956 року Футю поглинуло сусідні села Морота та Каваса, 1975 року — село Кьова, а 2004 року — містечко Дзьоґе. Назва міста означає «урядовий центр» історичної провінції Бінґо.
Територією Футю проходить лінія Фукуен залізниці JR, державні автошляхи № 432 та № 486. Південною частиною міста тече річка Асіда.
Поселення Футю існувало з 7 століття. До 11 століття у ньому знаходилась адміністрація провінції Бінґо. Між 17 — 19 століттями землі майбутнього міста Футю були розділені між сусідніми автономними уділами — Хіросіма-ханом та Фукуяма-ханом.
Основою економіки Футю є металургійна, машинобудівна і текстильна промисловості. Місто входить до особливого промислового району Бінґо. Чимало мешканців працюють у сусідній Фукуямі. До традиційних промислів Футю відносять виробництво бінґоської бавовняної тканини касурі, дерев'яних скринь і скриньок, музичних інструментів кото.
Основними туристичними місцями Футю є ставок Нанацу та ущелина Каса у верхній течії річки Асіда, водоспад Сабуро, гарячі ванни Яно, скелястий пляж Куй-Яно, буддистські монастирі Дзінґудзі й Анракудзі, а також озеро Хатака.
Станом на 1 жовтня 2007 площа міста становила 195,71 км². Станом на 1 червня 2011 населення міста становило 42 199 осіб.